# Briennon
Briennon és un municipi francès situat al departament del Loira i a la regió d'Alvèrnia-Roine-Alps. L'any 2007 tenia 1.710 habitants.

## Demografia

### Població
El 2007 la població de fet de Briennon era de 1.710 persones. Hi havia 648 famílies de les quals 159 eren unipersonals (99 homes vivint sols i 60 dones vivint soles), 215 parelles sense fills, 238 parelles amb fills i 36 famílies monoparentals amb fills.
La població ha evolucionat segons el següent gràfic:
Habitants censats

### Habitatges
El 2007 hi havia 698 habitatges, 658 eren l'habitatge principal de la família, 12 eren segones residències i 27 estaven desocupats. 626 eren cases i 71 eren apartaments. Dels 658 habitatges principals, 513 estaven ocupats pels seus propietaris, 129 estaven llogats i ocupats pels llogaters i 16 estaven cedits a títol gratuït; 1 tenia una cambra, 28 en tenien dues, 95 en tenien tres, 205 en tenien quatre i 330 en tenien cinc o més. 483 habitatges disposaven pel capbaix d'una plaça de pàrquing. A 256 habitatges hi havia un automòbil i a 361 n'hi havia dos o més.

### Piràmide de població
La piràmide de població per edats i sexe el 2009 era:
| Homes | Edats   | Dones |
| ----- | ------- | ----- |
| 0     | 95 o +  | 12    |
| 4     | 90 a 94 | 12    |
| 4     | 85 a 89 | 28    |
| 8     | 80 a 84 | 16    |
| 16    | 75 a 79 | 28    |
| 36    | 70 a 74 | 44    |
| 32    | 65 a 69 | 40    |
| 20    | 60 a 64 | 48    |
| 36    | 55 a 59 | 48    |
| 84    | 50 a 54 | 60    |
| 80    | 45 a 49 | 44    |
| 76    | 40 a 44 | 92    |
| 32    | 35 a 39 | 36    |
| 52    | 30 a 34 | 60    |
| 44    | 25 a 29 | 52    |
| 20    | 20 a 24 | 28    |
| 96    | 15 a 19 | 49    |
| 92    | 10 a 14 | 60    |
| 48    | 5 a 9   | 36    |
| 64    | 0 a 4   | 44    |

## Economia
El 2007 la població en edat de treballar era de 1.044 persones, 748 eren actives i 296 eren inactives. De les 748 persones actives 692 estaven ocupades (387 homes i 305 dones) i 56 estaven aturades (24 homes i 32 dones). De les 296 persones inactives 157 estaven jubilades, 62 estaven estudiant i 77 estaven classificades com a «altres inactius».

### Ingressos
El 2009 a Briennon hi havia 668 unitats fiscals que integraven 1.708 persones, la mediana anual d'ingressos fiscals per persona era de 17.461 €.

### Activitats econòmiques
Dels 68 establiments que hi havia el 2007, 1 era d'una empresa extractiva, 4 d'empreses alimentàries, 5 d'empreses de fabricació d'altres productes industrials, 14 d'empreses de construcció, 11 d'empreses de comerç i reparació d'automòbils, 5 d'empreses de transport, 5 d'empreses d'hostatgeria i restauració, 1 d'una empresa d'informació i comunicació, 3 d'empreses financeres, 4 d'empreses immobiliàries, 4 d'empreses de serveis, 6 d'entitats de l'administració pública i 5 d'empreses classificades com a «altres activitats de serveis».
Dels 19 establiments de servei als particulars que hi havia el 2009, 1 era una oficina de correu, 1 una oficina bancària, 5 paletes, 1 guixaire pintor, 3 fusteries, 1 lampisteria, 1 electricista, 2 perruqueries, 1 restaurant i 3 agències immobiliàries.
L'únic establiment comercial que hi havia el 2009 era una fleca.
L'any 2000 a Briennon hi havia 36 explotacions agrícoles que ocupaven un total de 1.422 hectàrees.

## Equipaments sanitaris i escolars
L'únic equipament sanitari que hi havia el 2009 era una farmàcia.
El 2009 hi havia 2 escoles elementals.

## Poblacions més properes
El següent diagrama mostra les poblacions més properes.